# Rugby 7 na Igrzyskach Azji Południowo-Wschodniej 2019
Turniej rugby 7 na Igrzyskach Azji Południowo-Wschodniej 2019 odbył się w Angeles w dniach 7–8 grudnia 2019 roku. Areną zmagań zarówno kobiet, jak i mężczyzn był Clark Parade Grounds.
Rugby union w programie tych zawodów pojawiło się siódmy raz. Oba turnieje rozegrano na Clark Parade Grounds, a triumfowali w nich Filipińczycy i reprezentantki Tajlandii.

## Podsumowanie

### Klasyfikacja medalowa
| Klasyfikacja medalowa | Klasyfikacja medalowa | Klasyfikacja medalowa | Klasyfikacja medalowa | Klasyfikacja medalowa | Klasyfikacja medalowa |
| Miejsce               | Reprezentacja         | Złoto                 | Srebro                | Brąz                  | Razem                 |
| --------------------- | --------------------- | --------------------- | --------------------- | --------------------- | --------------------- |
| 1                     | Filipiny              | 1                     | 1                     | 0                     | 2                     |
| 2                     | Tajlandia             | 1                     | 0                     | 1                     | 2                     |
| 3                     | Malezja               | 0                     | 1                     | 1                     | 2                     |
| Razem                 | Razem                 | 2                     | 2                     | 2                     | 6                     |

### Medaliści
| Konkurencja | 1. miejsce | 2. miejsce | 3. miejsce |
| ----------- | ---------- | ---------- | ---------- |
| Mężczyźni   | Filipiny   | Malezja    | Tajlandia  |
| Kobiety     | Tajlandia  | Filipiny   | Malezja    |

## Turniej mężczyzn

### Faza grupowa
| 7 grudnia 201910:00 | Malezja | 38:0 | Indonezja | Clark Parade Grounds, Angeles |
| 7 grudnia 201910:00 |         | 38:0 |           | Clark Parade Grounds, Angeles |

| 7 grudnia 201910:40 | Singapur | 19:7 | Tajlandia | Clark Parade Grounds, Angeles |
| 7 grudnia 201910:40 |          | 19:7 |           | Clark Parade Grounds, Angeles |

| 7 grudnia 201911:00 | Laos | 0:43 | Filipiny | Clark Parade Grounds, Angeles |
| 7 grudnia 201911:00 |      | 0:43 |          | Clark Parade Grounds, Angeles |

| 7 grudnia 201913:00 | Malezja | 26:12 | Singapur | Clark Parade Grounds, Angeles |
| 7 grudnia 201913:00 |         | 26:12 |          | Clark Parade Grounds, Angeles |

| 7 grudnia 201913:20 | Filipiny | 57:0 | Indonezja | Clark Parade Grounds, Angeles |
| 7 grudnia 201913:20 |          | 57:0 |           | Clark Parade Grounds, Angeles |

| 7 grudnia 201913:40 | Laos | 5:54 | Tajlandia | Clark Parade Grounds, Angeles |
| 7 grudnia 201913:40 |      | 5:54 |           | Clark Parade Grounds, Angeles |

| 7 grudnia 201915:40 | Indonezja | 0:57 | Singapur | Clark Parade Grounds, Angeles |
| 7 grudnia 201915:40 |           | 0:57 |          | Clark Parade Grounds, Angeles |

| 7 grudnia 201916:00 | Tajlandia | 14:24 | Filipiny | Clark Parade Grounds, Angeles |
| 7 grudnia 201916:00 |           | 14:24 |          | Clark Parade Grounds, Angeles |

| 7 grudnia 201916:20 | Laos | 0:68 | Malezja | Clark Parade Grounds, Angeles |
| 7 grudnia 201916:20 |      | 0:68 |         | Clark Parade Grounds, Angeles |

| 8 grudnia 201910:20 | Filipiny | 14:12 | Singapur | Clark Parade Grounds, Angeles |
| 8 grudnia 201910:20 |          | 14:12 |          | Clark Parade Grounds, Angeles |

| 8 grudnia 201910:40 | Indonezja | 33:5 | Laos | Clark Parade Grounds, Angeles |
| 8 grudnia 201910:40 |           | 33:5 |      | Clark Parade Grounds, Angeles |

| 8 grudnia 201911:00 | Tajlandia | 7:19 | Malezja | Clark Parade Grounds, Angeles |
| 8 grudnia 201911:00 |           | 7:19 |         | Clark Parade Grounds, Angeles |

| 8 grudnia 201913:00 | Malezja | 0:24 | Filipiny | Clark Parade Grounds, Angeles |
| 8 grudnia 201913:00 |         | 0:24 |          | Clark Parade Grounds, Angeles |

| 8 grudnia 201913:20 | Tajlandia | 31:14 | Indonezja | Clark Parade Grounds, Angeles |
| 8 grudnia 201913:20 |           | 31:14 |           | Clark Parade Grounds, Angeles |

| 8 grudnia 201913:40 | Singapur | 64:0 | Laos | Clark Parade Grounds, Angeles |
| 8 grudnia 201913:40 |          | 64:0 |      | Clark Parade Grounds, Angeles |

### Faza pucharowa

#### Mecz o 5. miejsce
| 8 grudnia 201915:20 | Indonezja | 21:7 | Laos | Clark Parade Grounds, Angeles |
| 8 grudnia 201915:20 |           | 21:7 |      | Clark Parade Grounds, Angeles |

#### Mecz o 3. miejsce
| 8 grudnia 201916:00 | Singapur | 5:12 | Tajlandia | Clark Parade Grounds, Angeles |
| 8 grudnia 201916:00 |          | 5:12 |           | Clark Parade Grounds, Angeles |

#### Mecz o 1. miejsce
| 8 grudnia 201916:40 | Malezja | 0:19 | Filipiny | Clark Parade Grounds, Angeles |
| 8 grudnia 201916:40 |         | 0:19 |          | Clark Parade Grounds, Angeles |

### Klasyfikacja końcowa
| Miejsce | Reprezentacja |
| ------- | ------------- |
| 1       | Filipiny      |
| 2       | Malezja       |
| 3       | Tajlandia     |
| 4       | Singapur      |
| 5       | Indonezja     |
| 6       | Laos          |

## Turniej kobiet

### Faza grupowa
| 7 grudnia 201909:00 | Malezja | 5:31 | Filipiny | Clark Parade Grounds, Angeles |
| 7 grudnia 201909:00 |         | 5:31 |          | Clark Parade Grounds, Angeles |

| 7 grudnia 201909:20 | Singapur | 27:0 | Laos | Clark Parade Grounds, Angeles |
| 7 grudnia 201909:20 |          | 27:0 |      | Clark Parade Grounds, Angeles |

| 7 grudnia 201909:40 | Indonezja | 0:38 | Tajlandia | Clark Parade Grounds, Angeles |
| 7 grudnia 201909:40 |           | 0:38 |           | Clark Parade Grounds, Angeles |

| 7 grudnia 201911:40 | Singapur | 12:19 | Malezja | Clark Parade Grounds, Angeles |
| 7 grudnia 201911:40 |          | 12:19 |         | Clark Parade Grounds, Angeles |

| 7 grudnia 201912:00 | Indonezja | 5:24 | Filipiny | Clark Parade Grounds, Angeles |
| 7 grudnia 201912:00 |           | 5:24 |          | Clark Parade Grounds, Angeles |

| 7 grudnia 201912:20 | Tajlandia | 52:0 | Laos | Clark Parade Grounds, Angeles |
| 7 grudnia 201912:20 |           | 52:0 |      | Clark Parade Grounds, Angeles |

| 7 grudnia 201914:20 | Indonezja | 22:12 | Singapur | Clark Parade Grounds, Angeles |
| 7 grudnia 201914:20 |           | 22:12 |          | Clark Parade Grounds, Angeles |

| 7 grudnia 201914:40 | Laos | 0:39 | Malezja | Clark Parade Grounds, Angeles |
| 7 grudnia 201914:40 |      | 0:39 |         | Clark Parade Grounds, Angeles |

| 7 grudnia 201915:00 | Filipiny | 7:38 | Tajlandia | Clark Parade Grounds, Angeles |
| 7 grudnia 201915:00 |          | 7:38 |           | Clark Parade Grounds, Angeles |

| 8 grudnia 201909:00 | Tajlandia | 31:0 | Malezja | Clark Parade Grounds, Angeles |
| 8 grudnia 201909:00 |           | 31:0 |         | Clark Parade Grounds, Angeles |

| 8 grudnia 201909:20 | Laos | 0:24 | Indonezja | Clark Parade Grounds, Angeles |
| 8 grudnia 201909:20 |      | 0:24 |           | Clark Parade Grounds, Angeles |

| 8 grudnia 201909:40 | Filipiny | 14:7 | Singapur | Clark Parade Grounds, Angeles |
| 8 grudnia 201909:40 |          | 14:7 |          | Clark Parade Grounds, Angeles |

| 8 grudnia 201911:40 | Malezja | 39:5 | Indonezja | Clark Parade Grounds, Angeles |
| 8 grudnia 201911:40 |         | 39:5 |           | Clark Parade Grounds, Angeles |

| 8 grudnia 201912:00 | Singapur | 5:27 | Tajlandia | Clark Parade Grounds, Angeles |
| 8 grudnia 201912:00 |          | 5:27 |           | Clark Parade Grounds, Angeles |

| 8 grudnia 201912:20 | Filipiny | 27:0 | Laos | Clark Parade Grounds, Angeles |
| 8 grudnia 201912:20 |          | 27:0 |      | Clark Parade Grounds, Angeles |

### Faza pucharowa

#### Mecz o 5. miejsce
| 8 grudnia 201915:00 | Singapur | 43:0 | Laos | Clark Parade Grounds, Angeles |
| 8 grudnia 201915:00 |          | 43:0 |      | Clark Parade Grounds, Angeles |

#### Mecz o 3. miejsce
| 8 grudnia 201915:40 | Malezja | 19:12 | Indonezja | Clark Parade Grounds, Angeles |
| 8 grudnia 201915:40 |         | 19:12 |           | Clark Parade Grounds, Angeles |

#### Mecz o 1. miejsce
| 8 grudnia 201916:20 | Tajlandia | 17:7 | Filipiny | Clark Parade Grounds, Angeles |
| 8 grudnia 201916:20 |           | 17:7 |          | Clark Parade Grounds, Angeles |

### Klasyfikacja końcowa
| Miejsce | Reprezentacja |
| ------- | ------------- |
| 1       | Tajlandia     |
| 2       | Filipiny      |
| 3       | Malezja       |
| 4       | Indonezja     |
| 5       | Singapur      |
| 6       | Laos          |